# Age of Empires: The Age of Kings
Age of Empires: The Age of Kings est un jeu vidéo de stratégie au tour par tour développé par Ensemble Studios et Backbone Entertainment et publié sur Nintendo DS par Majesco Entertainment le 14 février 2006 en Amérique du Nord et le 10 novembre 2006 en Europe. L'univers de celui-ci s'inspire du jeu de stratégie en temps réel Age of Empires II: The Age of Kings dont il reprend notamment cinq des civilisations : Les Celtes, les Francs, les Mongols, les Sarrasins et les Japonais.

## Trame
Comme Age of Empires II: The Age of Kings, Age of Empires: The Age of Kings se déroule au Moyen Âge. Le joueur incarne le leader d'une civilisation - les Britanniques, les Francs, les Mongols, les Sarrasins ou les Japonais - qu'il doit faire évoluer de l'âge sombre à l'âge impérial.

## Système de jeu
Contrairement au jeu sur PC Age of Empires II: The Age of Kings, Age of Empires: The Age of Kings est un jeu de stratégie au tour par tour dans la lignée d’Advance Wars. À chaque tour, les différentes unités disposent d’un unique point d’action leur permettant de se déplacer, d’attaquer et de construire un bâtiment. Lorsque deux unités ennemies s’affrontent, une courte animation est affichée en haut de l’écran en même temps que les dégâts résultant de l’attaque. Comme dans les autres Age of Empires, le joueur doit gérer ses ressources – la nourriture et l’or – pour développer ses infrastructures et créer des troupes pour combattre ses adversaires. Pour débloquer de nouvelles unités et améliorations, le joueur peut faire évoluer sa civilisation à travers quatre âges : L'âge sombre, l'âge féodal, l'âge des châteaux et l'âge impérial.
Cinq civilisations sont disponibles dans le jeu - les Anglais, les Francs, les Mongols, les Sarrasins et les Japonais – chacune disposant de caractéristiques et d’unités qui leur sont propres.

## Accueil
| Age of Empires: The Age of Kings |      |        |
| Média                            | Pays | Notes  |
| 1UP.com                          | US   | A-     |
| Gamekult                         | FR   | 70 %   |
| GameSpot                         | US   | 82 %   |
| IGN                              | US   | 82 %   |
| Jeuxvideo.com                    | FR   | 80 %   |
| Compilations de notes            |      |        |
| Metacritic                       | US   | 80 %   |
| GameRankings                     | US   | 79.8 % |